# Stropharia albivelata
Stropharia albivelata är en svampart som först beskrevs av William Alphonso Murrill, och fick sitt nu gällande namn av Norvell & Redhead 2000. Stropharia albivelata ingår i släktet kragskivlingar och familjen Strophariaceae.   Inga underarter finns listade i Catalogue of Life.